# 御藥院
御药院，是中国古代宫廷内掌管御用药品的机构名称。

## 简介
北宋太宗三年，将尚药局的内药院更名为“御药院”，隶属内侍省，崇宁二年又改归殿中省。这样便形成了尚药局、御药院共同供奉御药的局面。御药院以入内供奉官掌管。宋徽宗二年，增置内臣监官为御药院的奉御，以院官使为医师，以医官使为御医；医官副使为医正，医官为医佐；杂役秤子、捣碾子类为药工。御药院主要职能有：保管、加工、炮制国内外进贡到宫廷的药物，组织采购药材；奏敕出使颁赐施散药物，若大臣有病，皇帝常派出御药院的医官前去赐药，在疫病流行之时，御药院也经常和翰林医官院共同派医官赴灾区送药；有时御药院掌礼文兼受行典礼及贡举之事；御药院和尚药局共同负责御药的供奉。御药院之设立，使得北宋全国性药材管理工作获得加强，这与设立翰林医官院同样是北宋医药管理机构改革的成果。
金朝宫廷内设有尚药局、御药院，其中尚药局隶属宣徽院。金朝攻占北宋汴京，掳回宋徽宗、宋钦宗的同时，还掳回北宋宫廷的诸科医生数百人，还有不少医书及药品，其中仅北宋太医局的灵宝丹便有28700贴。
元朝初期，随着贡来的药品增多，遂在至元六年设立御药院，负责管理药品制作及储存，“秩从五品，掌授各路乡贡，诸蕃进献珍贵药品，修造汤煎。”这时仍然设有尚药局，后来由于尚食局和尚药局常在药膳方面发生联系，故在至元二十年（1354年）省并尚药局为尚食局。此后御药院和太医院共同形成了元朝医药管理的最高机构。
明朝未设御药院，而设有御药局，后改称圣济殿。清朝设御药房。